# Muchakhed, Chitapur
Muchakhed là một làng thuộc tehsil Chitapur, huyện Gulbarga, bang Karnataka, Ấn Độ.